# Lac Rotoiti (Baie de l'Abondance)
Pour les articles homonymes, voir Lac Rotoiti (Tasman).
Le lac Rotoiti est un lac de l'Île du Nord de la Nouvelle-Zélande, dans les environs de Rotorua.